# La Voce di Romagna
La Voce di Romagna è stato un quotidiano d'informazione attivo dal 1998 al 2017.

## Storia
Fondato a Rimini nel 1998 dall'editore Giovanni (Gianni) Celli, il primo numero è uscito il 10 ottobre 1998. Il quotidiano copre tutto il territorio della Romagna e della Repubblica di San Marino. Aveva redazioni locali a Riccione, Città di San Marino, Cesena, Forlì, Ravenna, Faenza, Lugo e Imola.
Il quotidiano apre con una pagina dedicata alla Romagna, seguita da alcune pagine di cronaca nazionale. Ad esse seguivano la cronaca locale, differenziata per città, un inserto sportivo a livello nazionale e locale, e infine le pagine dedicate a spettacoli e cultura. Vicino alla testata campeggia l'immagine della Caveja, simbolo per eccellenza della Romagna.
Dal maggio 2009 il numero del lunedì è diventato un settimanale contenente varie rubriche dedicate alla storia, alla cultura, alle tradizioni e alla gastronomia di tutta la Romagna. L'edizione del lunedì era uguale per tutte le redazioni: sotto la testata appariva il titolo «Grande Romagna», che sostituiva la città dell'edizione locale.
Sempre da maggio 2009 il quotidiano fece la sua comparsa anche sul web.
Fino al 2015 ciascuna delle maggior città romagnole aveva un'edizione locale. Dall'aprile di quell'anno «La Voce di Romagna» ha avuto una sola edizione con tutte le notizie dalla Romagna. In luglio la società editrice è dichiarata fallita dal tribunale di Rimini per un "buco" di 11 milioni.
Le pubblicazioni continuano con una nuova casa editrice ma il 7 marzo 2017 il Tribunale di Rimini dichiara fallita anche questa società dopo che la Casagit (Cassa Autonoma di assistenza integrativa ai giornalisti) ne ha chiesto il fallimento per una somma di 30.500 euro..
Il Gruppo Maggioli ha acquistato la proprietà della testata il 13 gennaio 2019 tramite asta telematica.

## Rubriche
- "Uomini e Mare", rubrica del martedì dedicata a uno dei cuori pulsanti della Romagna: il Mare Adriatico, i suoi abitanti e chi con esso vi lavora.
- Dal 2007  appariva la pagina Buongiorno con la rubrica "Terrazze con vista": ogni giorno si possono ammirare una ragazza bionda e una mora. Curatore della rubrica è Vittorio Pietracci;
- Nel 2009 iniziò la rubrica "Generazione web 2.0" di Simona Caraceni, dedicata al rapporto fra giovani e tecnologia (ma anche scuola, anziani in Rete, genitori e tecnologia)[5];
- Tra i tanti opinionisti figurò la firma di Renato Farina. La sua rubrica usiva tutte le domeniche.

- "La pagina del dialetto" (aperta nel 2011). Ogni settimana veniva pubblicato un breve saggio scritto in dialetto romagnolo, con traduzione a fronte in italiano. La rubrica, tenuta da Gianfranco Camerani, presidente dell'Istituto Friedrich Schürr fu un unicum tra i quotidiani d'informazione locale della Romagna;
- "Inserto Weekend", pubblicato dal 2011 ogni giovedì su tutte le edizioni e dedicato agli eventi del fine settimana sul territorio, nel rispetto dell'eterogeneità delle proposte;
- "Il Cannibale", ogni mercoledì, la rubrica era collocata all'interno delle pagine di cultura e spettacoli. Costituita dalle riflessioni degli studenti delle scuole superiori della Romagna, raccolte dal giornalista e scrittore Davide Brullo;
- "RomagnAbita" (apparsa nel 2012 e pubblicata la domenica), dedicata al mercato edilizio romagnolo;
- "Romagna è Oriente" (ogni sabato), sguardo sull'altra sponda dell'Adriatico, grazie alla collaborazione con due testate locali albanesi.
- "Romagna Liberty" (ogni lunedì), una finestra sull'arte Liberty in Emilia-Romagna tra ville, palazzi e opere d'arte[6].

## Direttori
- Franco Fregni (1998 - novembre 2012);
- Stefano Andrini (novembre 2012 - aprile 2014);
- Raimondo Baldoni (aprile 2014 - 8 marzo 2017).